# Edmond Du Sommerard
Pour les articles homonymes, voir Sommerard.
 (août 2016).
Si vous disposez d'ouvrages ou d'articles de référence ou si vous connaissez des sites web de qualité traitant du thème abordé ici, merci de compléter l'article en donnant les références utiles à sa vérifiabilité et en les liant à la section « Notes et références ».
Edmond Du Sommerard, né le 26 avril 1817 à Paris, où il est mort le 5 février 1885, est un conservateur de musée français.

## Biographie
Edmond Du Sommerard naît le 26 avril 1817 à Paris.
Fils du fondateur du musée de Cluny, Alexandre Du Sommerard, il en est le premier conservateur. Commissaire général de toutes les expositions de 1871 à 1878, celui-ci développe les collections de ce musée du Moyen Âge et de la Renaissance, lui permettant de passer de 1 434 à plus de 10 000 numéros. Il constitue une exceptionnelle collection représentative de l’ensemble des arts du Moyen Âge en procédant notamment à l’acquisition d’œuvres représentatives telles que la tapisserie de La Dame à la licorne, la tapisserie de la Vie seigneuriale et celle de la Vie et la légende de saint Étienne.
Du Sommerard reprend où son père l’avait laissée la publication des Arts au moyen âge, en ce qui concerne principalement le Palais romain de Paris, l’Hôtel de Cluny, issu de ses ruines, et les objets d’art de la collection classée dans cet hôtel, que la mort ne lui avait pas permis d’achever, et la termine. On lui doit aussi un Catalogue et description des objets d’art de l’antiquité, du moyen âge et de la Renaissance, exposés au Musée.
Du Sommerard est membre de l’Institut de France.
Edmond Du Sommerard meurt à Paris le 5 février 1885 et est inhumé au cimetière du Père-Lachaise (41e division).

## Publications
- Catalogue et description des objets d’art de l’antiquité, du moyen âge et de la Renaissance, exposés au musée des Thermes et de l’hôtel de Cluny, 1884, in-8°, Paris, Hôtel de Cluny, 1838-46, 8°, 426 p.
- Les Arts au moyen âge, en ce qui concerne principalement le palais romain de Paris, l’hôtel de Cluny, issu de ses ruines, et les objets d’art de la collection classée dans cet hôtel, Paris, Hôtel de Cluny, 1838-46, 5 vol. in-8° avec un atlas pet. in-f° de 510 pl.Ouvrage commencé par Du Sommerard père et complété par son fils.
- Exposition universelle de 1867 à Paris. Commission de l’histoire du travail, Paris, P. Dupont, 1867.
- Exposition universelle de Vienne en 1873. Section française. Les monuments historiques de France à l'Exposition universelle de Vienne, Paris, Imprimerie Nationale, 1876.